# 27244 Parthasarathy
27244 Parthasarathy è un asteroide della fascia principale. Scoperto nel 1999, presenta un'orbita caratterizzata da un semiasse maggiore pari a 2,3957877 UA e da un'eccentricità di 0,1235657, inclinata di 2,03280° rispetto all'eclittica.